# Szergej Vasziljevics Feszikov
Szergej Vasziljevics Feszikov (oroszul: Серге́й Васильевич Фесиков, Leningrád, 1989. január 21. –) olimpiai bronzérmes, Európa-bajnok orosz úszó.

## Sportpályafutása
Pályafutása első felnőtt versenye a Debrecenben rendezett 2007-es rövid pályás úszó-Európa-bajnokság volt, ahol 100 métereres vegyes úszásban bronzérmes, a 4 × 50 méteres vegyes váltó tagjaként pedig ezüstérmes lett. A 2008-as úszó-Európa-bajnokságon csak az előfutamokban úszott a 4 × 100 méteres vegyes váltóban, a döntőben nem állt rajtkőre.
A 2008-as pekingi olimpián a 4 × 100 méteres gyorsváltóval csak a 9. időt érték el az előfutamban, így nem szerepelhettek a döntőben.			
A 2009-es rövid pályás úszó-Európa-bajnokságon a 4 × 50 méteres vegyes váltó tagjaként szerzett aranyérmet.
A 2014-es dohai rövid pályás világbajnokságon ezüstérmes volt a 4 × 100 méteres váltóval.
2015-ben a szezon nagy részében vállsérüléssel bajlódott, az izraeli Európa-bajnokságon aranyérmet szerzett 100 méteres vegyes úszásban.

## Magánélete
Édesapja Vaszilij Feszikov röplabdaedző. 2010-ben diplomázott a Jaroszlavli Állami Egyetemen. Nős, 2013. augusztus 16-án vette feleségül Anasztaszija Zujevát, a 2012-es londoni olimpia 200 méteres hátúszásának ezüstérmesét.